# Barnston Island Indian Reserve 3
Barnston Island Indian Reserve 3 är ett reservat i Kanada.   Det ligger i provinsen British Columbia, i den södra delen av landet, 3 500 km väster om huvudstaden Ottawa.
Runt Barnston Island Indian Reserve 3 är det i huvudsak tätbebyggt. Runt Barnston Island Indian Reserve 3 är det tätbefolkat, med 297 invånare per kvadratkilometer.